# Regional Atacama
Club de Deportes Regional Atacama is een voormalige Chileense voetbalclub uit Copiapó, een stad die gelegen is in de Atacamawoestijn.
De club werd opgericht op 9 maart 1979 en speelde in totaal zes seizoenen in de hoogste afdeling van het Chileense profvoetbal, de Primera División, voor het laatst in 1996. Twee jaar later werd Regional Atacama opgeheven wegens financiële problemen. Club de Deportes Copiapó nam in 1999 de plaats in van de club en speelt sindsdien in het Estadio Luis Valenzuela Hermosilla, de voormalige thuisbasis van Regional Atacama.

## Bekende (oud-)spelers
- Jorge Contreras
- Wilson Contreras
- Patricio Galaz
- Franklin Lobos
- Marcelo Vega
- Mario Véner